# Gilles Brücker
Pour les articles homonymes, voir Brucker.
Gilles Brücker, né le 27 août 1946 à Hendaye, est un médecin épidémiologiste français, ayant fait carrière dans la Santé Publique à l'université Paris-Sud, spécialiste en épidémiologie des maladies transmissible.

## Biographie
Gilles Brücker est le fils de Claude Brücker, Alsacien, grande figure du cinéma d'art et d'essai qui révéla au public français les premiers films de réalisateurs comme Ingmar Bergman ou Federico Fellini. Sa mère, Christine, sœur de Marc Légasse, est basque. 
Après avoir commencé sa carrière dans les maladies infectieuses et tropicales auprès du Pr Marc Gentilini, il devient chef du service de santé publique au sein du département des maladies infectieuses et tropicales de l'hôpital de la Pitié-Salpêtrière et professeur de santé publique à Paris-VI.
En 1987, il est nommé chef du service de l'hygiène hospitalière et de la prévention à la direction générale de l'Assistance publique.
En 1992, Gilles Brücker prend la direction du Centre de coordination de la Lutte contre les infections nosocomiales, qu'il anime pendant dix ans. En 1998-1999, il se voit confier par Bernard Kouchner, ministre de la Santé, l'organisation des États généraux de la santé, aux côtés d'Étienne Caniard, membre du Haut Comité de santé publique et président de la commission santé-prévention à la Caisse nationale d'assurance maladie (Cnam). Parallèlement, il occupera diverses fonctions dans les ministères de la Santé ou de l'Enseignement supérieur. Il sera en 2001 et 2002 chargé de mission auprès de Bernard Kouchner avant de prendre en 2002 la direction de l'INVS, Institut de veille sanitaire, qu'il occupera pendant cinq ans avec un talent reconnu par ses pairs[réf. nécessaire].
Parallèlement, le professeur Brücker occupe de nombreuses fonctions consultatives comme la vice-présidence du Haut Conseil de la santé publique (HCSP), ainsi que la présidence du Comité technique national des vaccinations (devenu Commission technique des vaccinations en 2017) ou encore la présidence de l'association Objectif recherche vaccin SIDA (ORVACS), créée en 2000 par les Pr Christine Katlama, Brigitte Autran, Gilles Brücker et Patrice Debré, chercheurs internationalement reconnus, avec l’aide de la Fondation Bettencourt Schueller. 
Gilles Brücker a été, avec Bernard Kouchner, l'un des fondateurs de Médecins sans frontières, puis de Médecins du monde, dont il a été président de 1991 à 1993.
Enfin il est le fondateur de l'association Solthis.
Depuis 2007, Gilles Brücker est directeur du GIP Esther, réseau de coopération internationale pour favoriser l'accès aux soins et le traitement des personnes vivant avec le VIH/SIDA dans des pays en développement.
Ami d'enfance de l'artiste François-Marie Banier, il rencontre Liliane Bettencourt (1922-2017), à l'époque plus grande fortune de France, dont il devient le médecin conseil jusqu'en 2008 et qui va le désigner comme son exécuteur testamentaire. Liliane Bettencourt a par ailleurs fait un don de 500 000 euros à sa fille. Dans le cadre de l’affaire politico-financière Bettencourt, le procureur de Nanterre Philippe Courroye a diligenté le 8 juillet 2010 une perquisition à l’hôpital de la Pitié-Salpêtrière, siège de trois associations de recherches médicales fondées par Gilles Brücker et sa compagne, Christine Katlama. Également dans le cadre de cette affaire, l'Ordre des médecins a demandé à Gilles Brücker des éclaircissements sur un possible conflit d'intérêts.
Il est chevalier de la Légion d'honneur.